# Edward-Charles Blount
Pour les articles homonymes, voir Blount.
Edward-Charles Blount, né le 14 mars 1809 à Bellamour et mort le 15 mars 1905 au manoir d'Imberhorne (East Grinstead), est un financier et diplomate britannique.

## Biographie
Fils d'Edward Blount (1769-1843), fondateur de la Provincial Bank of Ireland et membre du Parlement britannique, il apprend jeune le français auprès du père Malvoisin, un prêtre émigré. Il suit ses études au collège d'Oscott jusqu'en 1827. 
Il débute dans la banque de son père à Londres, puis au département de l'intérieur. Attaché d'ambassade à Paris en 1829, puis au consulat britannique à Rome où il fréquente les réceptions de la reine Hortense, rencontrant notamment son fils, le futur Napoléon III. À Rome, il fait la connaissance des cardinaux Weld et Wiseman.
Après un court passage à la banque Callaghan and Co à Paris, il fonde la banque Edward Blount père et fils en 1831, au 7, rue Laffitte, et s'associe le 30 juin 1834 avec Charles Laffitte, sous le nom de Charles Laffitte, Blount & Cie. Son activité bancaire s'oriente principalement vers la promotion des chemins de fer : Paris-Rouen (1838), Rouen-Le Havre (1843), Amiens-Boulogne et Dieppe-Fécamp (1845). Edward Blount participe également à l'entreprise de chemin de fer des Rothschild et de Talabot : Compagnie des chemins de fer du Nord en 1845, Compagnie du chemin de fer de Creil à Saint-Quentin et Compagnie du chemin de fer de Paris à Lyon en 1846, Compagnie du chemin de fer de Lyon à Avignon en 1847 et Compagnie du chemin de fer de Lyon à Genève, avec François Bartholoni, en 1853. 
À la suite de la Révolution française de 1848, il aide Louis-Philippe et les membres de sa famille à fuir à Londres. La révolution provoque la faillite de sa banque, et bien que les créanciers ont finalement été payés en totalité, il dut se retirer à Saint-Germain. Mais, en 1851, avec l'aide de Thomas Brassey et d'autres fortunés amis anglais, il crée une société en commandite sous le nom d'Edward Blount & Co. Il continue le financement des chemins de fer avec la ligne Paris-Caen-Cherbourg en 1852. Blount agit également comme banquier du gouvernement pontifical. Après la guerre de l'indépendance italienne de 1859 et l'annexion des États pontificaux au nouveau royaume d'Italie, il a eu la tâche délicate d'organiser le transfert des dettes financières des États pontificaux au nouveau gouvernement italien et la conversion de la dette du pape.
Entre 1868 et 1871, il est membre de la société Brassey et Cie, chargé de la création et de l'exploitation du Chemin de fer du Mont-Cenis.
Il assure la présidence de la Société des mines et fonderies du Rhin en 1852, de la Compagnie générale des eaux de 1861 à 1902 et de la Compagnie des chemins de fer de l'Ouest de 1880 à 1894. Administrateur du PLM dès sa création, il en devient vice-président en 1876. Il participe avec Talabot à la création de la Société générale, et en devient le président de 1886 à 1901.
Il était administrateur de l'Union Discount Company of London, de London Joint Stock Bank, d'Ernest Goüin et Cie, etc.
Blount, nommé consul britannique à Paris le 24 janvier 1871, fait part de sa désapprobation de la non intervention anglaise en faveur de la France lors du conflit Franco-Prusse.
Chevalier de l'Ordre du Bain le 2 juin 1878 et commandeur de la Légion d'honneur, il était membre du Jockey Club et du Cercle des chemins de fer.
Catholique, il fit construire une école près de Birmingham et une église à East Grinstead.
Il avait épousé Gertrude Frances Jerningham, dont un fils, Henry Edmund Blount (Paris, 16 décembre 1844 - Biarritz, 10 janvier 1911), qui fut administrateur des chemins de fer de l'Ouest et fondateur du Bazar de la Charité, et qui épousa Marguerite Marie Hyacinthe de La Rochette en 1869, dont descendance.

## Distinctions
- Commandeur de la Légion d'honneur

## Sources
- Dominique Barjot, Les patrons du Second Empire: Banquiers et financiers parisiens, 2002
- Matthew H.C.G., Dictionary of National Biography, 1995
- Memoirs of Sir Edward Blount, 1977
- Des chemins de fer à la haute banque. Mémoires de sir Edward Blount, 1830-1900, édition de Robert Fries, Paris, CTHS Editions, 2011,  (ISBN 978-2-7355-0746-7)
- Hubert Bonin, Histoire de la Société générale: Tome 1, 1864-1890 La naissance d'une banque moderne, 2006
- Éric Mension-Rigau, L'ami du prince: Journal inédit d'Alfred de Gramont (1892-1915), 2011
- Bertrand Gille, La banque et le crédit en France de 1815 à 1848, 1959